# Liste der südafrikanischen Botschafter in Griechenland
Die Botschaft befindet sich in Athen.
Der Botschafter in Athen ist regelmäßig auch in Sofia und Belgrad akkreditiert.
Seit 1993 ist der Botschafter in Athen auch Hochkommissar in Nikosia.
| Ernannt       | Name                             | Bemerkungen | Regierung in Südafrika      | akkreditiert von           | Posten verlassen |
| ------------- | -------------------------------- | --- | --------------------------- | -------------------------- | ---------------- |
| 1. Okt. 1945  | François Henri Theron            | Botschafter Sitz in Rom | Jan Smuts                   | Georg II.                  | 18. Juli 1951    |
| 23. Aug. 1951 | William Henry Evered Poole       | Botschafter Sitz in Rom | Daniel François Malan       | Paul                       | 24. Feb. 1954    |
| 4. Mai 1954   | Johan Christiaan Holm Maree      | Geschäftsträger, 29. Dezember 1960 Botschafter in Buenos Aires, 24. Juni 1965 Botschafter in Canberra, 15. Januar 1969 Botschafter in Madrid | Johannes Gerhardus Strijdom | Paul                       | 10. Dez. 1957    |
| 12. Dez. 1957 | Nicolaas Johannes Jacobus Jooste | Geschäftsträger, (* 9. Februar 1905 in Bloemfontein) studierte am Grey Coll. Sch. und Grey Univ., 9. März 1954 – 20. Februar 1955: Geschäftsträger in Kairo 16. Februar 1959 – 31. August 1961: Commissioner Kenia, 24. Juni 1965 – 14. Januar 1969: Botschafter in Canberra, 10. Juni 1962: Commissioner in Nairobi, 20. März 1964: Generalkonsul in Mailand | Johannes Gerhardus Strijdom | Paul                       | 16. Feb. 1959    |
| 30. Okt. 1960 | William Henry Evered Poole       | | Hendrik Frensch Verwoerd    | Paul                       | 31. Okt. 1965    |
| 1. Dez. 1965  | Alan Mc Harvey                   | Geschäftsträger | Hendrik Frensch Verwoerd    | Konstantin II.             | 3. Juni 1967     |
| 4. Juni 1967  | Nicolaas Johannes Jacobus Jooste | | Balthazar Johannes Vorster  | Georgios Zoitakis          | 16. Feb. 1970    |
| 13. Okt. 1970 | Paul Richard Lindhorst           | 2. März 1957 Konsul in Elizabethville, 20. Juli 1962: Generalkonsul in Beirut | Balthazar Johannes Vorster  | Georgios Zoitakis          | 1973             |
| 1974          | John Selfe                       | (* 1921) | Balthazar Johannes Vorster  | Michail Stasinopoulos      | 1980             |
| 1981          | Pieter Hendrik Viljoen           | | Pieter Willem Botha         | Konstantinos Karamanlis    | 1983             |
| 1984          | Frans Johannes Cronje            | 30. Juli 1973–1975: Generalkonsul in München 1975–1976: Leiter der Botschaftskanzlei in Bonn, B.A. (Stell.). Tvl. Teacher’s Dip., Ambassador. 1984–85: Dir. Dept. of Foreign Affairs, Pta., First Sec., S.A. | Pieter Willem Botha         | Konstantinos Karamanlis    | 1989             |
| 1. Nov. 1989  | Samuel Gerhardus Antonie Golden  | 1. Juni 1993: Botschafter in Bonn | Frederik Willem de Klerk    | Christos Sartzetakis       | 1993             |
| 1. Aug. 1993  | Paul Kruger Coetzee              | 29. November 1985 Consul-General, Houston | Frederik Willem de Klerk    | Konstantinos Karamanlis    | 1996             |
| 1997          | David Jacobs                     | | Nelson Mandela              | Konstantinos Stefanopoulos |                  |
| 2002          | Jannie Momberg                   | | Thabo Mbeki                 | Konstantinos Stefanopoulos | 2. Nov. 2006     |
| 2007          | Mandisa Dona Marasha             | (* 1952) 5. Dezember 2011 Botschafterin in Stockholm | Thabo Mbeki                 | Karolos Papoulias          | 2011             |
| 29. Sep. 2011 | Sophonia Rapulane Makgetla       | (Zeph) | Jacob Zuma                  | Karolos Papoulias          |                  |